# ترم موفی
ترم موفی (انگلیسی: Terem Moffi؛ زادهٔ ۲۵ مهٔ ۱۹۹۹) بازیکن فوتبال اهل نیجریه است.
از باشگاه‌هایی که در آن بازی کرده است می‌توان به باشگاه فوتبال کورتریک، باشگاه فوتبال کاونو ژالگیریس، باشگاه فوتبال لوریان و باشگاه فوتبال ریتریای اشاره کرد.
وی همچنین در تیم ملی فوتبال نیجریه بازی کرده است.